# Sankt Ingbert
Sankt Ingbert é uma cidade da Alemanha localizada no distrito de Saarpfalz, estado do Sarre.